# Copa Mundial de Hockey Femenino de 2026
La XVI Copa Mundial de Hockey Femenino se celebrará conjuntamente en Amstelveen (Países Bajos) y Wavre (Bélgica) entre el 15 y el 30 de agosto de 2026 bajo la organización de la Federación Internacional de Hockey (FIH), la Real Federación Neerlandesa de Hockey y la Real Federación Belga de Hockey. Paralelamente se celebrará la XVI Copa Mundial de Hockey Masculino.
Competirán en el campeonato 16 selecciones nacionales afiliadas a la FIH por el título mundial, cuyo actual portador es el equipo de los Países Bajos, ganador del Mundial de 2022.

## Candidaturas
Cuatro candidaturas fueron presentadas para albergar el campeonato.
- Australia (Melbourne, Geelong, Perth, Sídney, Brisbane y/o Gold Coast)
- Uruguay (ciudades no confirmadas)
- Países Bajos/ Bélgica (Amstelveen y Wavre)
- Sudáfrica (Potchefstroom)

## Sedes
| Foto | Ciudad                       | Instalación            |
| ---- | ---------------------------- | ---------------------- |
|      | Amstelveen · ( Países Bajos) | Estadio Wagener        |
|      | Wavre · ( Bélgica)           | Estadio Justin Peeters |

## Clasificación
| Competición                     | Fecha                                         | Sede                          | Plazas | Equipos clasificados |
| ------------------------------- | --------------------------------------------- | ----------------------------- | ------ | -------------------- |
| Países anfitriones              | –                                             | –                             | 2      | Bélgica Países Bajos |
| Liga Mundial                    | 6 de diciembre de 2023 – 29 de junio de 2024  | Varias sedes                  | 1      | Alemania             |
| Liga Mundial                    | 30 de noviembre de 2024 – 29 de junio de 2025 | Varias sedes                  | 1      | Argentina            |
| Copa Panamericana               | 24 de julio – 3 de agosto de 2025             | Montevideo · ( Uruguay)       | 1      | Estados Unidos       |
| Campeonato Europeo              | 9 – 17 de agosto de 2025                      | Mönchengladbach · ( Alemania) | 1      | España               |
| Copa de Oceanía                 | 4 – 7 de septiembre de 2025                   | Darwin ( Australia)           | 1      |                      |
| Copa Asiática                   | 5 – 14 de septiembre de 2025                  | Hangzhou ( China)             | 1      |                      |
| Copa Africana                   | 11 – 18 de octubre de 2025                    | Ismailía · ( Egipto)          | 1      |                      |
| Torneo Mundial de Clasificación | 28 de febrero – 8 de marzo de 2026            | Por determinar                | 7      |                      |
| TOTAL                           |                                               |                               | 16     | 6                    |